# Bloedlatingsritueel

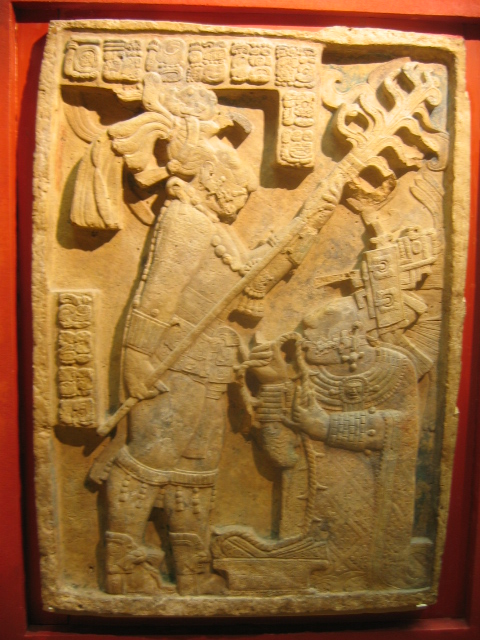
"Vrouw Xoc" trekt een touw met messen van obsidiaan door haar gepiercete tong, een bloedlatingsritueel/mensenoffer dat plaatsvond op 26 of 28 oktober 709

Het bloedlatingsritueel was een belangrijk onderdeel van het rituele leven van de Maya's.
Het ritueel werd uitgevoerd door de koning of andere rijksgroten (mannen en vrouwen) bij belangrijke gelegenheden (troonsbestijging, wijding van een tempel, enz.), niet zelden groepsgewijs. Het begon met het doorboren van een lichaamsdeel, vooral de tong, oor of de penis. Vervolgens werd een doornig touw door het doorboorde lichaamsdeel getrokken. Het bloed werd ofwel in het rond gespat, of opgevangen op papier, dat vervolgens waarschijnlijk werd verbrand.
Afgezien van het offer-aspect en de ook elders naar voren komende aandacht voor het mannelijk lid, werd zo waarschijnlijk contact met de voorouders of de goden gezocht. Op reliëfs uit de Klassieke Periode (m.n. uit Yaxchilán) is zichtbaar dat zich een slang (wel met een weinigzeggende term als 'visioenslang' aangeduid) van de offerpapieren en -snoeren verheft, uit wiens geopende muil een voorouderfiguur opdoemt. Deze slang is waarschijnlijk de aardslang.
Voor zulke slangvormige manifestaties van de aarde zijn allerlei parallellen aan te wijzen in de etnografische literatuur van Mesoamerika. De initiatie van een Q'eqchi'-sjamaan uit Belize hield bijvoorbeeld in een opgeslokt en weer uitgebraakt worden door een slang (zie Thompson 1930).
Er bestaat een merkwaardige hiëroglief die het door het bloedlaten geteisterde mannelijke geslacht toont, mogelijk ter aanduiding van het begrip '(koninklijke) verwekker'.

## Verwijzingen
- Klaus Helfrich, Menschenopfer- und Tötungsrituale im Kult der Maya. Berlijn: Gebr. Mann Verlag 1973.
- David Joralemon, Ritual Blood Sacrifice among the Ancient Maya. In: Primera Mesa Redonda de Palenque, Part 2, 1974.
- J.E.S. Thompson, Ethnology of the Mayas of southern and central British Honduras. Chicago: Field Museum of Natural History, Publication 274, 1930.